# Yendi

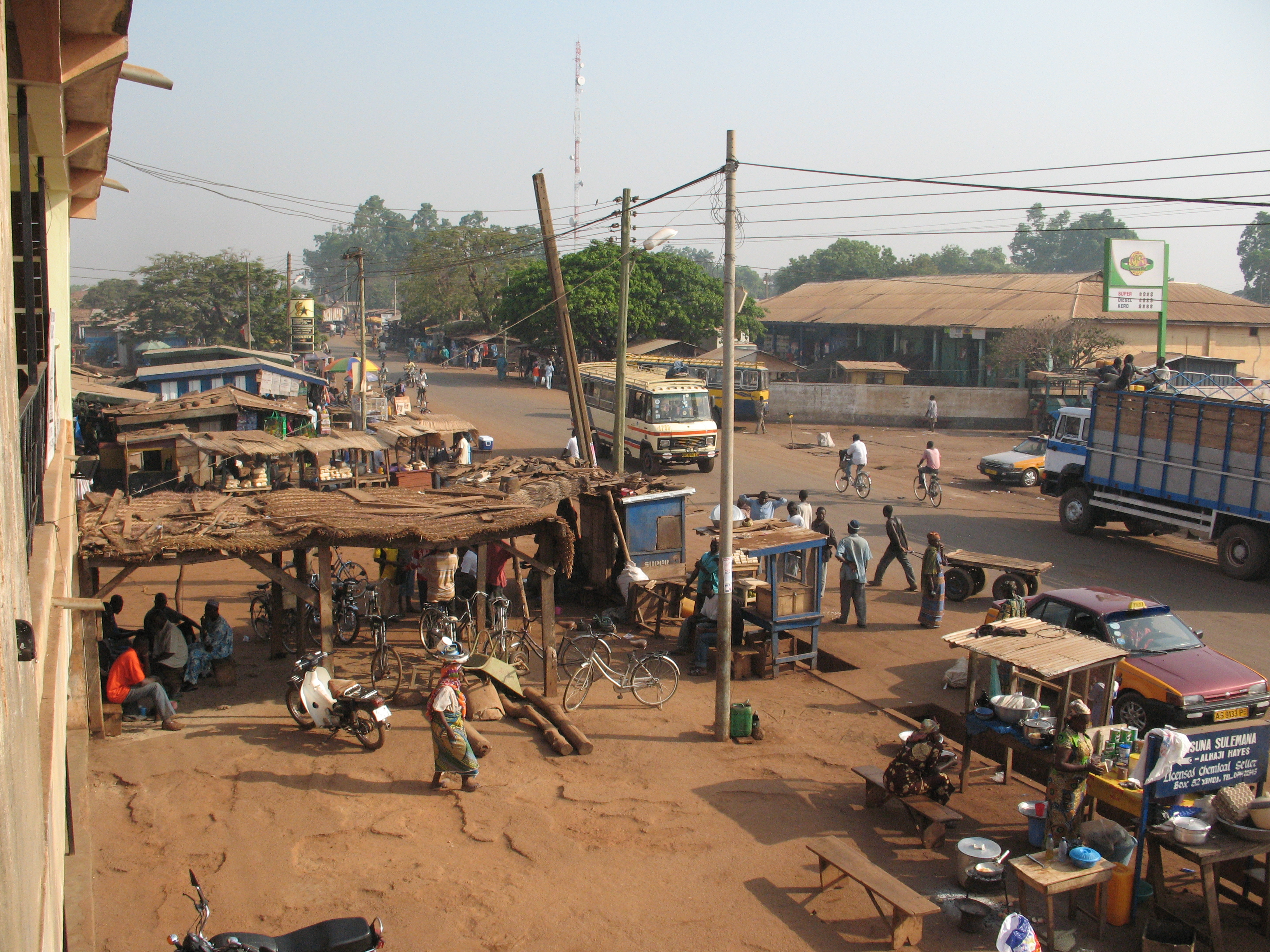
Centrala Yendi, 2010.

Yendi är en ort i nordöstra Ghana, nära Dakafloden. Den är huvudort för distriktet Yendi, och folkmängden uppgick till 51 339 invånare vid folkräkningen 2010.